# 1940 en aéronautique
Chronologie de l'aéronautique
- 1936
- 1937
- 1938
- 1939
- 1940
- 1941
- 1942
- 1943
- 1944

Cet article présente les faits marquants de l'année 1940 en aéronautique.

## Évènements

### Janvier
- 13 janvier : premier vol du prototype du chasseur soviétique Yakovlev Yak-1.

### Février
- 24 février : premier vol de l'avion d'attaque au sol Hawker Typhoon.

### Mars
- 30 mars : premier vol du chasseur soviétique Lavochkin-Gorbunov-Goudkov LaGG-1 (LaGG-1=.

### Avril
- 1er avril : premier vol du chasseur américain Grumman XF5F Skyrocket.
- 5 avril : premier vol du chasseur soviétique Mikoyan-Gourevitch MiG-1.
- 19 avril : premier vol du chasseur léger français Bloch MB.700.

### Mai
- 6 mai : premier vol du bombardier-torpilleur français Dewoitine D.750.
- 13 mai : premier vol libre d'un hélicoptère, le Vought-Sikorsky 300.
- 29 mai : premier vol du chasseur embarqué américain Chance Vought F4U Corsair.

### Juillet
- 7 juillet : la compagnie aérienne espagnole Iberia est nationalisée.
- 8 juillet : TWA met en service le Boeing 307 Startoliner entre New York et Los Angeles. C'est le premier avion de transport pressurisé à entrer en service commercial.
- 10 juillet : début de la bataille d'Angleterre. La RAF repousse la tentative aérienne massive de Goering.

### Août
- Août : premier vol de l'appareil expérimental allemand à moteur fusée DFS 194.
- 19 août : premier vol du bombardier américain North American B-25 Mitchell.
- 27 août : premier vol de l'avion expérimental italien Campini-Caproni C.C.2. Celui-ci est propulsé par une turbine entraînée par un moteur à piston.

### Septembre
- 15 septembre : premier vol du chasseur britannique Miles M.20.

### Octobre
- La Royal Air Force met en service l’IFF Mark II, le premier système opérationnelle d'Identification friend or foe.
- 12 octobre : premier vol du prototype du chasseur soviétique Iliouchine Il-2 Sturmovik.
- 26 octobre : premier vol du prototype NA-73 du chasseur américain North American P-51 Mustang.

### Novembre
- 11 - 12 novembre : lors de la bataille de Tarente, les Fairey Swordfish de la Fleet Air Arm coulent ou endommagent gravement les navires de la flotte italienne, démontrant ainsi la prépondérance des porte-avions sur les navires de ligne.
- 25 novembre :
  - premier vol du prototype du bombardier rapide britannique De Havilland DH.98 Mosquito;
  - premier vol du bombardier américain Martin B-26 Marauder.
- 27 novembre : Henri Guillaumet disparaît, abattu au-dessus de la Méditerranée alors qu'il emmenait le nouveau haut-commissaire de France au Levant Jean Chiappe en Syrie.

### Décembre

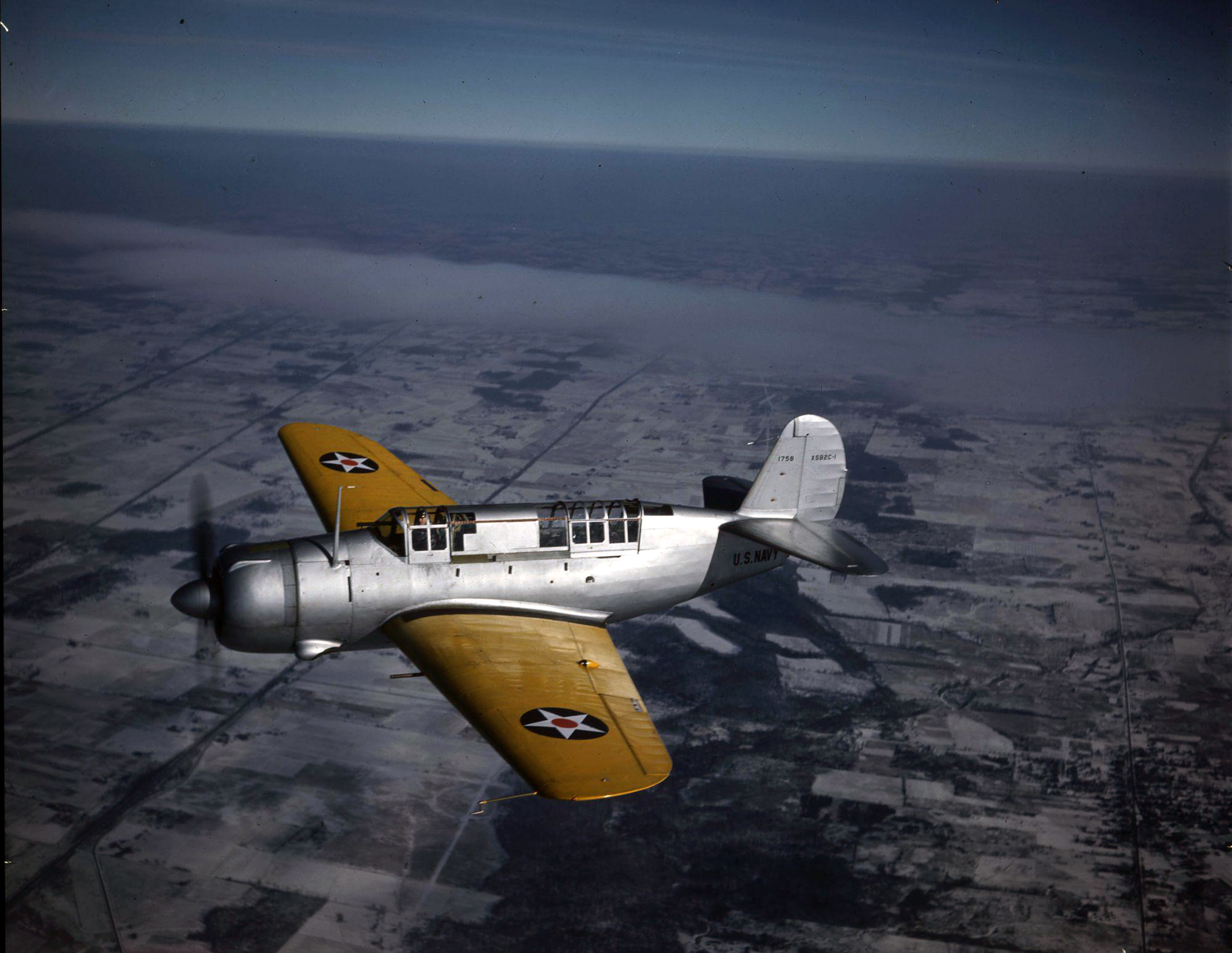
Le prototype XSB2C-1, Bureau Number 1758, lors de son premier vol le 18 décembre 1940.

- Décembre : premier vol du bombardier en piqué japonais Yokosuka D4Y.
- 18 décembre :
  - Premier vol réussi du missile air-sol radioguidé Henschel Hs 293 A.
  - Premier vol du bombardier en piqué américain Curtiss SB2C Helldiver.
  - Premier vol du bimoteur d'entrainement avancé Bloch MB.800 P3.